# 比萊茨基夫卡
比萊茨基夫卡（羅馬化：Biletskivka）是一條位於乌克兰波尔塔瓦州克雷门丘克区卡米亚诺波托基夫斯卡鄉級市鎮的村莊，人口為1915人。截至1886年，當地有一座东正教教堂和一所於1878年开办的教会学校。